# Lo Coscó (el Meüll)
Lo Coscó és un indret i partida del terme municipal de Castell de Mur, dins de l'antic terme de Mur, al Pallars Jussà.
Està situat a l'extrem sud-oest del terme municipal, al nord de la Casa del Coscó, que hi pertany. El Mas de Falset és també a prop, al nord de lo Coscó.